# Nexus (chanson de ClariS)
Pour les articles homonymes, voir Nexus.
Singles de ClariS
Connect
(2011) Naisho no Hanashi
(2012)
Pistes de Birthday
Memory
(4) Flowery
(6)
Nexus est une chanson pop du duo d'idoles japonaises ClariS, écrite par Kz. C'est le troisième single du groupe sorti le 14 septembre 2011 chez SME Records. La chanson a été utilisée comme thème du neuvième volume de la série des light novels Oreimo et générique d'introduction du jeu vidéo de la même licence, Ore no Imōto ga Konna ni Kawaii Wake ga Nai Portable ga Tsuzuku Wake ga Nai,. Un clip a été produit pour "Nexus", dirigé par Kazuaki Nakamura. Le single a culminé à la 5e place du classement musical hebdomadaire japonais de l'Oricon.

## Composition
"Nexus" est une chanson synthpop avec l'instrumentation réalisé à partir d'un synthétiseur. Selon un livre de partitions publié par Shinko Music Entertainment, elle est réglée sur une mesure de temps commun et se déplace sur un tempo de 130 battements par minute sur une tonalité de Mi majeur tout au long de la chanson. L'introduction commence avec la musique synthétisée et avance vers le premier couplet avec les chants de ClariS suivis du refrain. Après un court pont, ce modèle est répété pour le deuxième couplet et le refrain avec la même musique avec des paroles différentes. Le troisième couplet commence immédiatement après le second, suivi d'un autre court pont le refrain servant d'outro. Une coda, accompagnée des chants de Claris, est utilisée pour conclure la chanson.
Lors de l'écriture de la chanson, Kz visait à composer une mélodie très complexe qui enthousiasmerait ceux qui l'écouterait, et bien qu'il aimait le résultat final, il a noté qu'il serait difficile pour les autres de le chanter ensemble. Selon Clara, les paroles sont liées à Kirino Kosaka et Kuroneko d'Oreimo et à leur sentiment envers le protagoniste Kyosuke Kosaka. Alice explique comment les paroles racontent « l'histoire d'un déplacement progressif vers une fin heureuse, même si vous ne pouvez pas honnêtement exprimer vos sentiments en mots ». L'illustration de la couverture comporte du verre translucide formant "ClariS" avec autour des bulles d'air provenant d'une boisson gazeuse; la direction artistique et le design ont été confiés à Motohiro Yamazaki.

## Sortie et réception
"Nexus" a été publié dans une édition régulière et une autre limitée, le 14 septembre 2011, en CD par la SME Records au Japon,. L'édition limitée a été emballée avec un artwork d'Oreimo et est livré avec un DVD contenant le clip pour "Nexus" en versions courte et complète. Le single a culminé à la 5e place du classement musical hebdomadaire japonais de l'Oricon, avec 19,478 copies vendues dans la première semaine de vente, et y resté classé pendant 10 semaines,. "Nexus" a débuté et a culminé sur la 22e place du Japan Hot 100 de Billboard .

## Vidéoclip
Le vidéoclip est entièrement animé et est dirigé par Kazuaki Nakamura. Il commence par un ordinateur de bureau et l'ouverture d'un fichier fait démarrée la chanson. La vidéo montre principalement des scènes de la série anime de 2010 Oreimo, mélangée avec des illustrations semi-animées de ClariS par Hiro Kanzaki, le character designer d'origine d'Oreimo.

## Liste des pistes
| 1.    | Nexus                      | Kz           | Kz           | Kz           | 4:52 |
| 2.    | Don't cry                  | Yūki Odagiri | Yūki Odagiri | Yūki Odagiri | 4:59 |
| 3.    | Anata ni Fit (アナタニFIT) | Hiroo Ōyagi  | Hiroo Ōyagi  | Hiroo Ōyagi  | 4:11 |
| 4.    | Nexus (Instrumental)       |              | Kz           | Kz           | 4:52 |
| 18:54 |                            |              |              |              |      |

| DVD  | DVD                       | DVD   | DVD | DVD | DVD | DVD | DVD | DVD | DVD |
| No   | Titre                     | Durée |     |     |     |     |     |     |     |
| ---- | ------------------------- | ----- | --- | --- | --- | --- | --- | --- | --- |
| 1.   | Nexus (full ver.) (Clip)  | 4:52  |     |     |     |     |     |     |     |
| 2.   | Nexus (short ver.) (Clip) | 2:16  |     |     |     |     |     |     |     |
| 7:08 |                           |       |     |     |     |     |     |     |     |

## Personnel
| ClariS - Clara – Chant - Alice – Chant | Production - Takashi Koiwa – Mixage audio - Kazuhiro Yamada – Mixage audio - Yuji Chinone – Mastering - Motohiro Yamazaki – Design, Direction artistique |

## Classements
| Classement (2011)          | Meilleure position |
| -------------------------- | ------------------ |
| Japan Hot 100 de Billboard | 22                 |
| Weekly Singles de l'Oricon | 5                  |